# Gretsch White Falcon
Gretsch White Falcon – gitara zaprezentowana przez firmę Gretsch w 1955 roku, odróżniająca się charakterystycznym wyglądem. Najbardziej rozpowszechniona wersja gitary ma 17 cali wysokości.

## Modele, rodzaje
- 1954-1958, model 6136
- 1958-1962, model 6136
- 1962-1964, model 6136 i 6137 (stereo)
- 1964-1972, model 6136 i 6137 (stereo)
- 1973, model 6136 and 6137 (stereo)
- 1974-1981, model 7593 i 7595
- 1995-obecnie, model 6136 i 7593